# 발브레갈리아

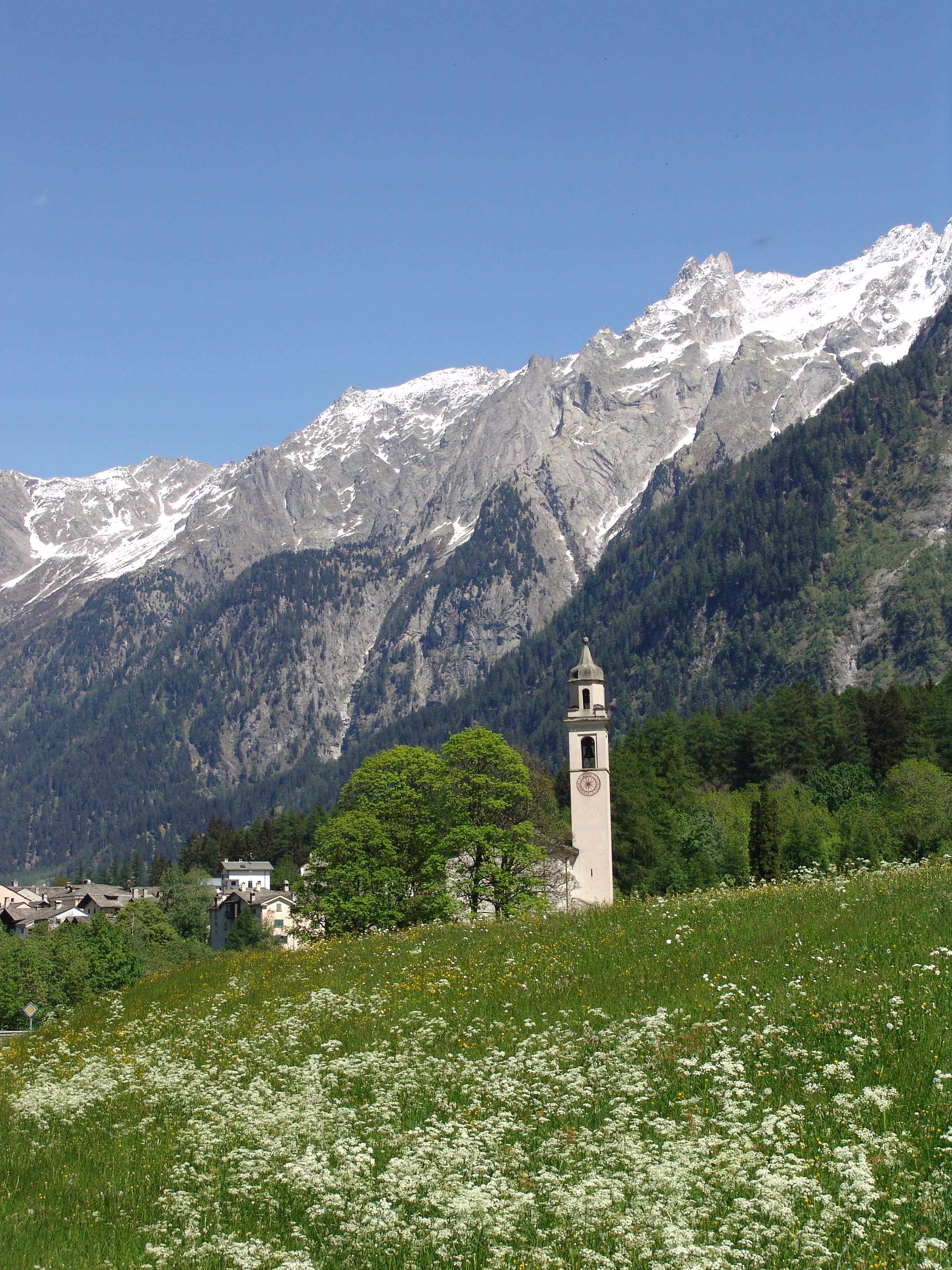
브레갈리아 계곡의 말로야 고개

발브레갈리아(이탈리아어: Val Bregaglia, 롬바르디아어: Val Bargaja, 독일어: das Bergell, 로만슈어: Val Bregaglia (도움말·정보))는 메라강(롬바르드 : 스위스의 마이라강)를 실행하는 기지에 스위스와 이탈리아의 알프스 계곡이다.
계곡의 대부분은 이탈리아 손드리오도의 하부인 스위스 그리종주 말로자구에 속한다. 계곡에는 비코소프라노, 스탐파, 본도, 소글리오, 카스타세냐의 스위스 이전 지자체(현재 브레갈리아 지자체로 통합됨)와 빌라 디 치아베나, 피우로, 치아베나의 이탈리아 지자체가 포함된다.
계곡의 스위스 부분은 종교 박해를 피하기 위해 16세기 중반에 스위스에 온 이탈리아 개신교의 후손에 의해 살고 있으며, 오늘날 인구의 약 75%가 개신교이다. 지역 방언은 롬바르드의 다양한 방언으로 로만슈어의 이웃 방언과 유사하다.
취리히 전력 발전소(EWZ)는 비코소프라노, 본도, 카스타세냐 계곡에 3개의 수력 발전소를 운영하고 있다. 비코소프라노의 수력 발전 프로젝트는 알비냐강을 약화시켜 알비냐 호수를 형성함으로써 형성되었다. 마을 위 약 1,000m에 위치한 이 부지는 EWZ가 운영하는 공중 트램인 알비나반(Albigna Bahn)이 이곳에 위치해 있다. 계곡의 108k㎡ 지역은 버드라이프 인터내셔널에 의해 중요한 조류 보호 구역으로 확인되었다.

## 지리
계곡은 말로야 고개(1,815m)에서 시작하여 엥가딘(다뉴브 분지의 일부인 인강 계곡)과 연결된다. 그곳에서 올레냐강(Orlegna)은 서쪽으로 뻗어 메라강을 키아벤나로 향하며, 그 직후 메라는 리로와 합류하여 남쪽으로 코모 호수를 향해 돌아간다. 키아벤나에서 말로자까지 32km 떨어진 계곡은 1,482m에 달한다.
북해로 이어지는 라인강(아베르스 라인)을 통해, 다뉴브(파사우 근처)로 이어지는 인강, 포강으로 이어지는 메라강과 아다강 등 세 가지 중요한 유역의 원천이 원산지이다. 브레갈리아 산맥은 계곡 남쪽에 있는 산맥의 무리이다.

## 이름
E. 뒤부아(Dubois)와 제임스 S. 리드를 포함한 일부 학자들은 계곡이 거주한 베르갈레이 알프스 부족의 이름을 받아들인다고 주장하며, 로마판 타불라 클레시아나(Tabula clesiana))에 대한 언급을 제외하고는 잃어버린 이름이다. 한편, 18세기 문서는 중세 라틴어 프레갈리아(Pregallia, "앞 갈리아, 전방 갈리아")에서 현대 롬바르드어 브레갈리아(Bregaglia)를 파생시킨다. 라틴어 이름 프레갈리아(Pregallia)는 적어도 13세기에서 계곡에 사용되었다.